# Petorca Province
Petorca Province är en provins i Chile.   Den ligger i regionen Región de Valparaíso, i den centrala delen av landet, 130 km norr om huvudstaden Santiago de Chile. Antalet invånare är 72 286. Arean är 4 589 kvadratkilometer.
Terrängen i Petorca Province är bergig åt nordost, men åt sydväst är den kuperad.
Petorca Province delas in i:
- La Ligua
- Cabildo
- Zapallar
- Papudo
- Petorca

Omgivningarna runt Petorca Province är i huvudsak ett öppet busklandskap. Runt Petorca Province är det glesbefolkat, med 17 invånare per kvadratkilometer.